# 風蘭ビルディング
風蘭ビルディングは大阪府大阪市中央区にある建造物。

## 概要
設計は曽禰達蔵の曾禰中條建築事務所で、外装はタイルで改修されているが、塔屋には中央電気倶楽部でもみられる壺の装飾がある。

## 交通アクセス
- OsakaMetro（堺筋線・中央線）堺筋本町駅より、北に徒歩2分。

## 周辺情報
- 大阪商工会議所